# Torpa församling, Göteborgs stift
Torpa församling var en församling i Göteborgs stift och i Varbergs kommun i Hallands län. Församlingen uppgick 2010 i Lindberga församling.

## Administrativ historik
Församlingen har medeltida ursprung.
Församlingen var till 1616 annexförsamling i pastoratet Lindberg och Torpa. Från 1616 till 1882 var församlingen annexförsamling i pastoratet Varberg, Lindberg och Torpa. Från 1882 till 2010 annexförsamling i pastoratet Lindberg och Torpa som 1962 utökades med Valinge församling och Stamnareds församling.  Församlingen införlivades 2010 med övriga församlingar i pastoratet i Lindbergs församling som samtidigt bytte namn till Lindberga församling.
Församlingskod var 138314.

## Kyrkor
- Torpa kyrka